# پنج دری (مجموعه تلویزیونی)
پنج دری نام یک مجموعهٔ تلویزیونی دَه قسمتی ایرانی است که در نوروز ۱۳۹۶ از تلویزیون ایران پخش شد.

## خلاصه داستان
موضوع این سریال دربارهٔ یک خانوادهٔ پرجمعیت در شهر یزد است.

## قسمت‌های مجموعه
| قسمت | عنوان             |
| ---- | ----------------- |
| 1    | حس مادری          |
| 2    | صد و بیست میلیونی |
| 3    | اسلیم‌افلیج        |
| 4    | قایم‌موشک          |
| 5    | رقابت ناسالم      |
| 6    | خویش‌انداز         |
| 7    | کوزه              |
| 8    | مارگیر            |
| 9    | مرد عرب           |
| 10   | قدقدی             |